# Agrilus asperulus
Agrilus asperulus es una especie de insecto del género Agrilus, familia Buprestidae, orden Coleoptera. Fue descrita por Waterhouse, 1889.
Se encuentra desde Arizona hasta México. No se conoce su planta huésped.